# Campeonato Sul-Americano de Rugby Seven Masculino de 2011
O Campeonato Sul-Americano de Rugby Seven Masculino de 2011 foi realizado em Bento Gonçalves (RS), no Brasil, contando com a participação de oito equipes. A competição teve como organizadoras a CONSUR e a CBRu, e foi vencida pela Argentina.

## Seleções participantes
- Argentina
- Brasil
- Chile
- Colômbia
- Paraguai
- Peru
- Uruguai
- Venezuela

## Primeira fase

### Grupo A

#### Classificação
| Time      | Partidas | Vitórias | Empates | Derrotas | Pró | Contra | Diferença | Pontos |
| --------- | -------- | -------- | ------- | -------- | --- | ------ | --------- | ------ |
| Brasil    | 3        | 3        | 0       | 0        | 62  | 17     | +45       | 9      |
| Argentina | 3        | 2        | 0       | 1        | 83  | 12     | +71       | 6      |
| Paraguai  | 3        | 1        | 0       | 2        | 22  | 55     | -33       | 3      |
| Peru      | 3        | 0        | 0       | 3        | 12  | 95     | -83       | 0      |

#### Jogos
| 5 de fevereiro |        |      |                                |
| Argentina      | 47 - 5 | Peru | Arena do SESI, Bento Gonçalves |
|                |        |      | Arena do SESI, Bento Gonçalves |

| 5 de fevereiro |         |          |                                |
| Brasil         | 19 - 10 | Paraguai | Arena do SESI, Bento Gonçalves |
|                |         |          | Arena do SESI, Bento Gonçalves |

| 5 de fevereiro |        |      |                                |
| Brasil         | 36 - 7 | Peru | Arena do SESI, Bento Gonçalves |
|                |        |      | Arena do SESI, Bento Gonçalves |

| 5 de fevereiro |        |          |                                |
| Argentina      | 36 - 0 | Paraguai | Arena do SESI, Bento Gonçalves |
|                |        |          | Arena do SESI, Bento Gonçalves |

| 5 de fevereiro |        |      |                                |
| Paraguai       | 12 - 0 | Peru | Arena do SESI, Bento Gonçalves |
|                |        |      | Arena do SESI, Bento Gonçalves |

| 5 de fevereiro |       |        |                                |
| Argentina      | 0 - 7 | Brasil | Arena do SESI, Bento Gonçalves |
|                |       |        | Arena do SESI, Bento Gonçalves |

### Grupo B

#### Classificação
| Time      | Partidas | Vitórias | Empates | Derrotas | Pró | Contra | Diferença | Pontos |
| --------- | -------- | -------- | ------- | -------- | --- | ------ | --------- | ------ |
| Chile     | 3        | 3        | 0       | 0        | 88  | 19     | +69       | 9      |
| Uruguai   | 3        | 2        | 0       | 1        | 83  | 26     | +57       | 6      |
| Colômbia  | 3        | 1        | 0       | 2        | 33  | 67     | -34       | 3      |
| Venezuela | 3        | 0        | 0       | 3        | 17  | 109    | -92       | 0      |

#### Jogos
| 5 de fevereiro |        |          |                                |
| Chile          | 36 - 0 | Colômbia | Arena do SESI, Bento Gonçalves |
|                |        |          | Arena do SESI, Bento Gonçalves |

| 5 de fevereiro |        |           |                                |
| Uruguai        | 43 - 7 | Venezuela | Arena do SESI, Bento Gonçalves |
|                |        |           | Arena do SESI, Bento Gonçalves |

| 5 de fevereiro |        |           |                                |
| Chile          | 33 - 5 | Venezuela | Arena do SESI, Bento Gonçalves |
|                |        |           | Arena do SESI, Bento Gonçalves |

| 5 de fevereiro |        |          |                                |
| Uruguai        | 26 - 0 | Colômbia | Arena do SESI, Bento Gonçalves |
|                |        |          | Arena do SESI, Bento Gonçalves |

| 5 de fevereiro |        |           |                                |
| Colômbia       | 33 - 5 | Venezuela | Arena do SESI, Bento Gonçalves |
|                |        |           | Arena do SESI, Bento Gonçalves |

| 5 de fevereiro |         |       |                                |
| Uruguai        | 14 - 19 | Chile | Arena do SESI, Bento Gonçalves |
|                |         |       | Arena do SESI, Bento Gonçalves |

## Fase final

### Semifinais

#### Semifinais Bronze
| 6 de fevereiro |        |           |                                |
| Paraguai       | 24 - 7 | Venezuela | Arena do SESI, Bento Gonçalves |
|                |        |           | Arena do SESI, Bento Gonçalves |

| 6 de fevereiro |        |      |                                |
| Colômbia       | 26 - 5 | Peru | Arena do SESI, Bento Gonçalves |
|                |        |      | Arena do SESI, Bento Gonçalves |

#### Semifinais Ouro
| 6 de fevereiro |       |         |                                |
| Brasil         | 5 - 7 | Uruguai | Arena do SESI, Bento Gonçalves |
|                |       |         | Arena do SESI, Bento Gonçalves |

| 6 de fevereiro |         |           |                                |
| Chile          | 10 - 15 | Argentina | Arena do SESI, Bento Gonçalves |
|                |         |           | Arena do SESI, Bento Gonçalves |

### Finais

#### Final 7º e 8º
| 6 de fevereiro |       |      |                                |
| Venezuela      | 0- 40 | Peru | Arena do SESI, Bento Gonçalves |
|                |       |      | Arena do SESI, Bento Gonçalves |

#### Final Bronze
| 6 de fevereiro |      |          |                                |
| Paraguai       | 19-7 | Colômbia | Arena do SESI, Bento Gonçalves |
|                |      |          | Arena do SESI, Bento Gonçalves |

#### Final Prata
| 6 de fevereiro |         |       |                                |
| Brasil         | 17 - 12 | Chile | Arena do SESI, Bento Gonçalves |
|                |         |       | Arena do SESI, Bento Gonçalves |

#### Final Ouro
| 6 de fevereiro |         |           |                                |
| Uruguai        | 21 - 26 | Argentina | Arena do SESI, Bento Gonçalves |
|                |         |           | Arena do SESI, Bento Gonçalves |

## Campeão
| Sul-Americano Seven 2011 |
| ------------------------ |
| ARGENTINA Campeã         |

## Televisionamento
Algumas partidas do campeonato foram transmitidas, com exclusividade, pelo canal fechado SporTV.